# Зворотний бік раю
«Зворотний бік раю» (порт. O Outro Lado do Paraíso) — бразильський телесеріал 2017-2018 рр. у жанрі криміналу, драми, мелодрами, який створила компанія TV Globo. В головних ролях — Б'янка Бінь, Глорія Пірес, Маріета Северу, Сержіу Гізе, Тьяго Фрагозу, Рафаель Кардозу.
Перша серія вийшла в ефір 23 жовтня 2017 року.
Серіал має 1 сезон. Завершився 172-м епізодом, який вийшов у ефір 11 травня 2018 року.
Режисер серіалу — Андре Феліпе Біндер, Мауро Мендонса Філью.
Сценарист серіалу — Валсир Карраско.

## Сюжет
Дідусь Клара має великий маєток у Токантінс, яким він керує все своє життя. Одного разу вона знайомиться з гарним і розумним хлопцем Гаєлом, але його мати виступає категорично проти їхніх стосунків, бо вважає, що дівчина просто не гідна її сина. Через місяць мати Гаела дізнається, що маєток діда Клари — це справжній Клондайк, бо там є поклади смарагдів. Вона повністю змінює своє ставлення до Клари і домагається, щоб Гаел зробив пропозицію. Але робить вона це тільки з корисливих спонукань.

## Актори та ролі

### Головний акторський склад
| Актор               | Роль                                  |
| ------------------- | ------------------------------------- |
| Б'янка Бінь         | Клара                                 |
| Глорія Пірес        | Елізабет (Бет) / Марія Едуарда (Дуда) |
| Маріета Северу      | Софія Монсеррат                       |
| Сержіу Гізе         | Гаєл                                  |
| Тьяго Фрагозу       | Патрік                                |
| Рафаель Кардозу     | Ренато                                |
| Фернанда Монтенегру | Мерседес                              |
| Ліма Дуарте         | Йосафата                              |
| Граці Массафера     | Лівія                                 |
| Хуліано Казарре     | Маріано                               |
| Еліан Джардіні      | Надя                                  |
| Луїс Мелу           | Густаво                               |
| Кайо Падуан         | Бруно Ногейра Кампос                  |
| Еріка Жануза        | Ракель Кустодіо                       |
| Лаура Кардозу       | Каетана                               |
| Маяна Нейва         | Леандра                               |
| Жулія Далавія       | Адріана                               |
| Еріберто Леао       | Самюель дос Пассос                    |
| Рафаель Зулу        | Апаресідо                             |
| Ана Лусія Торре     | Адинея                                |
| Еллен Рош           | Сьюзі                                 |
| Флавіо Толезані     | Делегат Вініцій                       |
| Сандра Корвелони    | Лорена                                |
| Белла П'єро         | Лаура                                 |
| Ігор Анжелкорте     | Рафаель                               |
| Фернанда Родрігес   | Фабіана                               |
| Віра Мансіні        | Росалінда                             |
| Жука де Оливейра    | Натанаел                              |
| Еміліу Де Мелло     | Енріке                                |
| Барбара Пас         | Джоана (Джо)                          |
| Марселлу Новаес     | Ренан                                 |
| Джована Кордейро    | Клеоніс (Клео)                        |
| Андерсон Томазіні   | Шодо                                  |
| Зезе Мотта          | Отасілія Форміга (Мати Кіломбо)       |
| Фабіо Лаго          | Нікасіо (Нік)                         |
| Феліпе Тітто        | Одайр                                 |
| Таіна Мюллер        | Лікар Аура                            |
| Сезар Ферраріо      | Рато                                  |
| Патрісія Елізардо   | Лікар Антонія (Тонія)                 |
| Педро Карвальо      | Амаро                                 |
| Андерсон ді Ріцці   | Ювенал                                |
| Прісцила Ассум      | Дезіре / Кандіда                      |
| Артур Агіар         | Дієго                                 |
| Малу Родрігес       | Карина                                |
| Бруно Монталеоне    | Жоау                                  |
| Алехандро Клаво     | Ніколау                               |
| Наржара Туретта     | Зільдете                              |
| Даниела Фонтан      | Джанет                                |
| Серджио Фонта       | Амарал                                |
| Александр Родрігез  | Вальдо                                |

### Актори другого плану
| Актор                | Роль                       |
| -------------------- | -------------------------- |
| Наталія Тімберг      | Беатріс де Са Жункейра     |
| Рафаель Віана        | Лаерт Родрігес             |
| Пауло Бетті          | лікар Маурісіо Гомес       |
| Ванесса Джакомо      | Таїс                       |
| Ернані Мораес        | лікар Антеро Лузада        |
| Шарлес Фрікс         | Промоутер Абель Куарежма   |
| Бель Кутнер          | Діва Сантос                |
| Деніз Мілфонт        | Еленіта де Суза Таварес    |
| Еусір де Суза        | Жонас Таварес              |
| Део Гарсез           | Делегат Мартінью Вієйра    |
| Ільва Ніньо          | Себастьяна Алмейда (Тіана) |
| Шанделлі Браз        | Алін Монсеррат             |
| Артур Коль           | Батько Аліни               |
| Кіко Піссолато       | Чоловік Тай                |
| Франциско Карвальо   | Єлисей                     |
| Бела Карріжу         | Альзіра                    |
| Алешандре Закшія     | -                          |
| Гільєрме Дуарте      | Роберто                    |
| Женезіо Де Баррос    | Рауль                      |
| Жуліана Ломанн       | -                          |
| Бернадет Лізіо       | -                          |
| Карлос Бонов         | лікар Елдер                |
| Карлос Фонте Боа     | Френтіста                  |
| Еліо Рібейро         | Мілтон                     |
| Валентина Булк       | Елоа                       |
| Жуан Альба           | Норівал                    |
| Даніела Карвалью     | Сорая                      |
| Родріго Веронезе     | Роналду                    |
| Глаусіо Гомеш        | Данило                     |
| Девід Герман         | Містер Лоуренс             |
| Густаво Оттоні       | Альваро                    |
| Клаудіо Андраде      | Адемір                     |
| Якана Мартінс        | Сільвана                   |
| Аріанне Ботельо      | Бет (молода)               |
| Бруна Віола          | себе                       |
| Simone & Simaria     | себе                       |
| Веслі Сафадао        | себе                       |
| Нарсіза Тамборіндегі | себе                       |
| Мілтон Кунья         | себе                       |
| Анхела Бісмаркі      | себе                       |
| Люсі Алвес           | себе                       |
| Паблло Віттар        | себе                       |
| Ана Фуртаду          | себе                       |
| Фафа де Белем        | себе                       |
| Фернанда Мотта       | себе                       |
| Глейсі Дамасейро     | себе                       |
| Ліліан Паче          | себе                       |

## Сезони
| Сезон | Епізоди | Епізоди | Оригінальний показ | Оригінальний показ | Оригінальний показ |
| Сезон | Епізоди | Епізоди | Перший показ       | Останній показ     | Мережа             |
| ----- | ------- | ------- | ------------------ | ------------------ | ------------------ |
| 1     | 172     | 172     | 23 жовтня 2017     | 11 травня 2018     | TV Globo           |

## Аудиторія
| Сезон | Розклад     | Епізоди | Перший ефір         | Перший ефір    | Останній ефір       | Останній ефір  | Середня кількість глядачів (бали) |
| Сезон | Розклад     | Епізоди | Дата                | Глядачі (бали) | Дата                | Глядачі (бали) | Середня кількість глядачів (бали) |
| ----- | ----------- | ------- | ------------------- | -------------- | ------------------- | -------------- | --------------------------------- |
| 1     | Пн–Сб 21:15 | 172     | 23 жовтня 2017 року | 35             | 11 травня 2018 року | 48             | 38                                |

## Рейтинги серій

### Сезон 1 (2017—2018)
| Тиждень                  | Дата                     | Дата                     | День тижня               | День тижня               | День тижня               | День тижня               | День тижня               | День тижня               | Середній рейтинг за тиждень (бали) |
| Тиждень                  | початку тижня            | закінчення тижня         | понеділок                | вівторок                 | середа                   | четвер                   | п'ятниця                 | субота                   | Середній рейтинг за тиждень (бали) |
| 01                       | 23/10                    | 28/10/2017               | 35                       | 33                       | ##                       | 32                       | 31                       | 24                       | 31.0                               |
| 02                       | 30/10                    | 04/11/2017               | 32                       | 33                       | 27                       | 31                       | 29                       | 25                       | 29.5                               |
| 03                       | 06/11                    | 11/11/2017               | 32                       | 32                       | 29                       | 32                       | 30                       | 25                       | 30.0                               |
| 04                       | 13/11                    | 18/11/2017               | 32                       | 32                       | 27                       | 32                       | 30                       | 24                       | 29.5                               |
| 05                       | 20/11                    | 25/11/2017               | 28                       | 30                       | 27                       | 26                       | 29                       | 26                       | 27.7                               |
| 06                       | 27/11                    | 02/12/2017               | 36                       | 39                       | 34                       | 39                       | 36                       | 33                       | 36.2                               |
| 07                       | 04/12                    | 09/12/2017               | 39                       | 39                       | 33                       | 39                       | 36                       | 32                       | 36.3                               |
| 08                       | 11/12                    | 16/12/2017               | 40                       | 42                       | 36                       | 42                       | 40                       | 33                       | 38.8                               |
| 09                       | 18/12                    | 23/12/2017               | 42                       | 40                       | 39                       | 38                       | 36                       | 32                       | 37.8                               |
| 10                       | 25/12                    | 30/12/2017               | 36                       | 39                       | 38                       | 38                       | 36                       | 33                       | 36.7                               |
| 11                       | 01/01                    | 06/01/2018               | 35                       | 39                       | 41                       | 41                       | 38                       | 34                       | 38.0                               |
| 12                       | 08/01                    | 13/01/2018               | 41                       | 41                       | 40                       | 43                       | 39                       | 35                       | 39.8                               |
| 13                       | 15/01                    | 20/01/2018               | 40                       | 39                       | 38                       | 40                       | 37                       | 35                       | 38.2                               |
| 14                       | 22/01                    | 27/01/2018               | 41                       | 43                       | 37                       | 41                       | 42                       | 36                       | 40.0                               |
| 15                       | 29/01                    | 03/02/2018               | 44                       | 43                       | 37                       | 42                       | 39                       | 36                       | 40.2                               |
| 16                       | 05/02                    | 10/02/2018               | 43                       | 42                       | 36                       | 43                       | 39                       | 38                       | 40.2                               |
| 17                       | 12/02                    | 17/02/2018               | 40                       | 43                       | 40                       | 43                       | 41                       | 36                       | 40.5                               |
| 18                       | 19/02                    | 24/02/2018               | 43                       | 46                       | 41                       | 44                       | 41                       | 37                       | 42.0                               |
| 19                       | 26/02                    | 03/03/2018               | 46                       | 43                       | 39                       | 43                       | 40                       | 36                       | 41.2                               |
| 20                       | 05/03                    | 10/03/2018               | 43                       | 45                       | 41                       | 44                       | 41                       | 35                       | 41.5                               |
| 21                       | 12/03                    | 17/03/2018               | 43                       | 44                       | 38                       | 45                       | 40                       | 37                       | 41.2                               |
| 22                       | 19/03                    | 24/03/2018               | 43                       | 42                       | 37                       | 43                       | 39                       | 33                       | 39.5                               |
| 23                       | 26/03                    | 31/03/2018               | 44                       | 42                       | 41                       | 40                       | 36                       | 34                       | 39.5                               |
| 24                       | 02/04                    | 07/04/2018               | 42                       | 42                       | 39                       | 43                       | 39                       | 36                       | 40.2                               |
| 25                       | 09/04                    | 14/04/2018               | 42                       | 43                       | 40                       | 44                       | 41                       | 37                       | 41.2                               |
| 26                       | 16/04                    | 21/04/2018               | 44                       | 46                       | 39                       | 45                       | 40                       | 36                       | 41.7                               |
| 27                       | 23/04                    | 28/04/2018               | 44                       | 45                       | 40                       | 45                       | 42                       | 37                       | 42.2                               |
| 28                       | 30/04                    | 05/05/2018               | 43                       | 46                       | 41                       | 45                       | 43                       | 39                       | 42.8                               |
| 29                       | 07/05                    | 12/05/2018               | 48                       | 48                       | 44                       | 48                       | 48                       | 30                       | 44.3                               |
| Середній рейтинг серіалу | Середній рейтинг серіалу | Середній рейтинг серіалу | Середній рейтинг серіалу | Середній рейтинг серіалу | Середній рейтинг серіалу | Середній рейтинг серіалу | Середній рейтинг серіалу | Середній рейтинг серіалу | 38.23                              |

## Нагороди та номінації
| Рік      | Нагорода                  | Категорія                         | Номінанти             | Результат |
| -------- | ------------------------- | --------------------------------- | --------------------- | --------- |
| 2018 рік | Troféu Imprensa           | Найкраща акторка                  | Глорія Пірес          | Номінація |
| 2018 рік | Troféu Internet           | Найкращий серіал                  | Валсир Карраско       | Номінація |
| 2018 рік | Prêmio Nelson Rodrigues   | Найкраща тема                     | Белла П'єро           | Перемога  |
| 2018 рік | Melhores do Ano           | Найкращий актор                   | Сержіу Гізе           | Перемога  |
| 2018 рік | Melhores do Ano           | Найкраща акторка                  | Б'янка Бінь           | Номінація |
| 2018 рік | Melhores do Ano           | Найкращий актор другого плану     | Хуліано Казарре       | Номінація |
| 2018 рік | Melhores do Ano           | Найкращий молодий актор           | Андерсон Томазіні     | Номінація |
| 2018 рік | Melhores do Ano           | Найкращий молода акторка          | Белла П'єро           | Перемога  |
| 2018 рік | Melhores do Ano           | Найкращий дитячий актор / акторка | Вітор Фігейредо       | Номінація |
| 2018 рік | Melhores do Ano           | Персонаж року                     | Фернанда Монтенегро   | Перемога  |
| 2018 рік | Melhores do Ano           | Персонаж року                     | Маріета Северу        | Перемога  |
| 2018 рік | Prêmio Extra de Televisão | Найкращий серіал                  | Валсир Карраско       | Номінація |
| 2018 рік | Prêmio Extra de Televisão | Найкращий актор                   | Рафаель Кардозу       | Перемога  |
| 2018 рік | Prêmio Extra de Televisão | Найкраща акторка                  | Б'янка Бінь           | Номінація |
| 2018 рік | Prêmio Extra de Televisão | Найкраща акторка                  | Маріета Северу        | Номінація |
| 2018 рік | Prêmio Extra de Televisão | Найкращий дитячий актор / акторка | Вітор Фігейредо       | Номінація |
| 2018 рік | Prêmio Extra de Televisão | Тема серіал                       | «К. О.», Пабло Віттар | Перемога  |
| 2019 рік | Troféu Imprensa           | Найкращий серіал                  | Валсир Карраско       | Перемога  |
| 2019 рік | Troféu Internet           | Найкращий серіал                  | Валсир Карраско       | Номінація |
| 2019 рік | Troféu Internet           | Найкращий актор                   | Сержіу Гізе           | Номінація |
| 2019 рік | Troféu Internet           | Найкраща акторка                  | Б'янка Бінь           | Номінація |
| 2019 рік | Troféu Internet           | Найкраща акторка                  | Маріета Северу        | Номінація |